# ایمن‌اشتات ایم آلگاو
شهر ایمن‌اشتات ایم آلگاودر ایالت بایرن در کشور آلمان واقع شده‌است.